# دانيال سيزر
دانيال سيزر (بالإنجليزية: Daniel Caesar) هو مغني وكاتب أغاني كندي ولد في 5 أبريل 1995.

## وصلات خارجية
- دانيال سيزر على موقع IMDb (الإنجليزية)
- دانيال سيزر على موقع ميوزك برينز (الإنجليزية)
- دانيال سيزر على موقع أول ميوزيك (الإنجليزية)
- دانيال سيزر على موقع ديسكوغز (الإنجليزية)
- دانيال سيزر على موقع قاعدة بيانات الفيلم (الإنجليزية)